# European Acoustics Association
Die European Acoustics Association (EAA, englisch für Europäische Akustik-Gesellschaft) ist ein wissenschaftlicher Fachverband auf dem Gebiet der Akustik. Sie wurde im Jahr 1992 als Zusammenschluss der verschiedenen nationalen Verbände gegründet. Heute sind 32 Akustik-Gesellschaften aus Europa und Nachbarstaaten Mitglied der EAA. Darunter auch die Deutsche Gesellschaft für Akustik (DEGA), die Österreichische Gesellschaft für Akustik (AAA-OeGA) und die Schweizerische Gesellschaft für Akustik (SGA-SSA). Außerdem besitzt die EAA auch 9000 persönliche Mitglieder.
Die EAA ist Mitglied der International Commission for Acoustics (ICA) und Initiative for Science in Europe (ISE).

## Tagungen
Die EAA organisiert verschiedene Tagungen zu den Themen Akustik und Lärmminderung. Dies sind unter anderem:

### Forum Acusticum
- 1996 in Antwerpen
- 1999 in Berlin (gemeinsam mit der Acoustical Society of America, gleichzeitig Deutsche Jahrestagung für Akustik)
- 2002 in Sevilla
- 2005 in Budapest
- 2008 in Paris (gemeinsam mit der Acoustical Society of America)
- 2011 in Aalborg
- 2014 in Krakau
- 2017 in Boston (gemeinsam mit der Acoustical Society of America)
- 2020 in Lyon geplant; aufgrund der COVID-19-Pandemie virtuell abgehalten
- 2023 in Turin
- 2025 in Málaga
- 2026 in Graz
- 2028 in Funchal (gemeinsam mit dem 26. International Congress on Acoustics der International Commission for Acoustics)[1]

### Euronoise
- 1992 in London
- 1995 in Lyon
- 1998 in München
- 2001 in Patras
- 2003 in Neapel
- 2006 in Tampere
- 2008 in Paris (als Teil des Forum Acusticum)
- 2009 in Edinburgh
- 2012 in Prag
- 2015 in Maastricht
- 2018 auf Kreta
- 2021 auf Madeira geplant; aufgrund der COVID-19-Pandemie virtuell abgehalten

Die Euronoise wird seit 2023 nicht mehr als eigenständige Konferenzreihe fortgesetzt, sondern als Teil des Forum Acusticum gemeinsam mit diesem abgehalten.

### EAA Symposium
- 2011 in Detmold (International Conference on Spatial Audio)
- 2011 in Patras (antike Theater)
- 2014 in Berlin (Auralisation und Ambisonics)
- 2015 in Valencia (Virtuelle Akustik und Ambisonics)
- 2017 in Marín (Pontevedra) (Underwater Acoustics Applications)
- 2017 in Curuña (nachhaltige Bauakustik)

### EAA Euroregio
- 2010 in Ljubljana – Alps Adria Acoustics Association (AAAA), Slovenische Gesellschaft für Akustik (SDA), Kroatische Gesellschaft für Akustik (HAD) und Österreichische Gesellschaft für Akustik (AAA-OeGA)
- 2013 in Meran – Italienische Gesellschaft für Akustik (AIA) und Deutsche Gesellschaft für Akustik (DEGA)
- 2016 in Porto – Spanische Gesellschaft für Akustik (SEA) und Portugiesische Gesellschaft für Akustik (SPA)
- 2019 in Aachen – Deutsche Gesellschaft für Akustik (DEGA); gemeinsam mit dem 23. International Congress on Acoustics
- 2022 in Aalborg